# Govern interí ruandès
El Govern interí ruandès o govern Kambanda pel nom del Primer ministre que el va dirigir, Jean Kambanda, va ser el govern ruandès constituït el 9 d'abril de 1994, tres dies després de l'atemptat del 6 d'abril de 1994 que va costar la vida als presidents ruandès Juvénal Habyarimana i burundès Cyprien Ntaryamira, i l'assassinat l'endemà el 7 d'abril per la guàrdia presidencial de la primera ministra Agathe Uwilingiyimana. Aquest govern civil dictatorial, constituït sota la direcció del cap de cabinet del ministre de defensa, el coronel Théoneste Bagosora i sota la influència directa del moviment poder hutu, va provocar el genocidi dels tutsis ruandesos. Va acabar oficialment 19 de juliol de 1994, després de la victòria militar del Front Patriòtic Ruandès i la creació d'un govern d'unitat nacional liderat per Faustin Twagiramungu.

## Història

### Formació del govern provisional
El govern provisional es va formar 8 de abril de 1994 a iniciativa de Théoneste Bagosora, director del gabinet del ministre de defensa.
En la nit del 6 al 7 d'abril de 1994 arran de l'atemptat contra l'avió presidencial, s'oposa al fet que el poder sigui exercit per la primera ministre Agathe Uwilingiyimana, hutu moderada partidària dels acords d'Arusha i es va oposar al poder hutu, tot i la insistència del general Roméo Dallaire, comandant de la UNAMIR i de Jacques Roger Booh-Booh, Representant Especial del Secretari General de l'ONU a Kigali. Presidí un comitè de crisi de la Exèrcit de Ruanda que exercí el poder fins a la formació d'un govern interí a l'ambaixada francesa a Kigali. També s'oposa que Agathe Uwilingiyimana va llegir un missatge de crida a la calma a la ràdio el matí del 7 d'abril. Aquest mateix matí, Agathe Uwilingiyimana va ser assassinada amb el seu marit per la guàrdia presidencial i deu cascos blaus belgues encarregats de protegir-la.
El govern interí va prendre oficialment el càrrec el 9 d'abril de 1994. Va ser compost íntegrament per hutus i pilotat pel moviment extremista poder hutu.

### Política genocida
El govern s'anomenava "govern dels salvadors" (Abatabazi) i va conduir el genocidi dels tutsis a Ruanda Mentrestant, durant aquest període, beneficiant-se de la seva representació com a membre electe del Consell de Seguretat de l'ONU i del suport de França, que buscava desenvolupar una intensa activitat diplomàtica, comprenia perfectament que el FPR guanyava la guerra militarment.
Aquest govern havia encarregat a Paul Barril diverses missions :
- posar en peu l'operació insecticida (1994).
- recuperar d'un proveïdor d'armes francès, Dominique Lemmonier, un sobrepagament de vendes d'armes no declarades (1995).[2]

### Fugida i judici dels membres del govern
El règim dictatorial s'esfondra al mateix temps que l'exèrcit ruandès, derrotat pels rebels del Front Patriòtic Ruandès que van entrar a la capital Kigali el 4 de juliol de 1994. El 17 de juliol de 1994, el FPR controlava la major part del país, posant fi al genocidi tutsi i 18 de juliol va declarar un alto el foc unilateral, posant fi a la Guerra Civil ruandesa. La majoria dels membres del govern provisional van fugir, igual que els principals responsables militars.
Segons algunes fonts, al final del genocidi, els membres en fuga d'aquest govern van ser conduïts a camps organitzats per l'Operació Turquesa i el cap d'estat major del seu exèrcit fou acollit al mateix camp de l'Operació Turquesa. El coronel Jacques Hogard comandant de la zona sud de l'Operació Turquesa, confirma que dos membres del seu govern qui eren refugiats al Zaire. 17 dels 21 membres d'aquest govern foren portats davant del Tribunal Penal Internacional per a Ruanda.
El seu president, Théodore Sindikubwabo, exiliat i mort a la Congo, no fou mai arrestat ni jutjat pels seus crims del genocidi.
El primer ministre Jean Kambanda, per la seva banda, es va declarar culpable de genocidi davant del TPIR després de la seva detenció a Togo, on s'havia exiliat.
L'informe de la Missió d'Informació Parlamentària francesa sobre Ruanda no va reconèixer el govern provisional de Ruanda com a legítim.

## Composició del govern interí
Llista dels ministres · :
| Càrrec                                               | Nom                          | Detalls                         | Partitt polític        | Lloc de naixement |
| ---------------------------------------------------- | ---------------------------- | ------------------------------- | ---------------------- | ----------------- |
| President de la República interí                     | Théodore Sindikubwabo        |                                 | MRND                   | Butare            |
| Primer ministre                                      | Jean Kambanda                |                                 | MRND                   | Butare            |
| Ministre d'Afers exteriors                           | Jérôme Bicamumpaka           |                                 | MRND                   | Ruhengeri         |
| Ministre de l'Interior                               | Callixte Kalimanzira         | fins al 25 de maig de 1994      | MRND                   | Kigali            |
| Ministre de l'Interior                               | Édouard Karemera             | a partir del 25 de maig de 1994 | MRND                   | Kibuye            |
| Ministre de Justícia                                 | Agnès Ntamabyaliro Rutagwera |                                 | Partit Liberal         | Kibuye            |
| Ministre de Defensa                                  | Augustin Bizimana            |                                 | MRND                   | Byumba            |
| Ministre d'Agricultura i Boscos                      | Straton Nsabumukunzi         |                                 | Partit Socialdemòcrata | Butare            |
| Ministre de l'Educació                               | André Rwamakuba              | [ 7 ]                           | MRND                   | Kigali            |
| Ministre d'Ensenyament Superior                      | Daniel Mbangura              | fins al 26 de maig 1994         | MRND                   | Gikongoro         |
| Ministre d'Ensenyament Superior                      | Jean de Dieu Kamuhanda       | des del 26 de maig de 1994      | MRND                   | Kigali            |
| Ministre de Finances                                 | Emmanuel Ndindabahizi        | [ 8 ]                           | Partit Socialdemòcrata | Kibuye            |
| Ministre de la Funció Pública                        | Prosper Mugiraneza           |                                 | Partit Socialdemòcrata | Kibungo           |
| Ministre d'Informació                                | Éliézer Niyitegeka           |                                 | MRND                   | Kibuye            |
| Ministre de Comerç, d'Indústria i de l'Artesanat     | Justin Mugenzi               | [ 9 ]                           | Partit Liberal         | Kibungo           |
| Ministre de la Planificació                          | Augustin Ngirabatware        |                                 | MRND                   | Gisenyi           |
| Ministre de la Salut                                 | Casimir Bizimungu            |                                 | MRND                   | Ruhengeri         |
| Ministre de Transports i Communicacions              | André Ntagerura              |                                 | MRND                   | Ruhengeri         |
| Ministre de Treball i d'Afers socials                | Jean-de-Dieu Habineza        |                                 | Partit Liberal         | Gisenyi           |
| Ministre dels Serveis públics i de l'Energia         | Hyacinthe Nsengiyumva Rafiki | [ 10 ]                          | Partit Socialdemòcrata | Gisenyi           |
| Ministre de Turisme i de Medi Ambient                | Gaspard Ruhumuliza           | [ 11 ]                          | Partit Democristià     | Gitarama          |
| Ministre de la Família i de la Condició de les Dones | Pauline Nyiramasuhuko        |                                 | MRND                   | Ndora             |
| Ministre de la Joventut                              | Callixte Nzabonimana         |                                 | MRND                   | Gitarama          |